# Biatora flavopunctata

Biatora flavopunctata (Tønsberg) Hinteregger y Printzen,  es una especie de liquen crustáceo de aspecto granular de la familia Ramalinaceae que vive principalmente en la superficie de la corteza de árboles (corticícola). Esta especie presenta un color gris a verde oliva en sus superficie, amarillo terroso en el epitecio y blanco a amarillo terroso en el hipotecio. Por lo general Biatora flavopunctata presenta soredios en su superficie; la reproducción tiene lugar solo por parte del micobionte mediante ascosporas oblongas no septadas o uniseptadas de entre 7 y 13 micras de diámetro generadas en conidios baciliformes. En esta especie aparecen como metabolitos secundarios de la simbiosis las consideradas como sustancias liquénicas atranorina, ácido isoúsnico, ácido úsnico, ácido cryptostíctico y ácido estíctico.

## Sinonimia
- Lecanora flavopunctata Tønsberg. Basónimo.